# Begonia longirostris
Espèce
Synonymes
- Begonia grewiifolia (A.DC.) Warb.[1]
- Casparya grewiifolia A.DC.[1]
- Casparya longirostris (Benth.) A.DC.[1]
- Isopteris longirostris (Benth.) Klotzsch[1]
- Isopteryx longirostris (Benth.) Klotzsch[1]
- Semibegoniella jamesoniana (A.DC.) C.DC.[1]
- Semibegoniella sodiroi C.DC.[1]

Begonia longirostris est une espèce de plantes de la famille des Begoniaceae.
L'espèce fait partie de la section Semibegoniella.
Elle a été décrite en 1845 par George Bentham (1800-1884).

## Répartition géographique
Cette espèce est originaire des pays suivants : Colombie ; Équateur ; Pérou.